# Mikuláš Esterházy
Mikuláš hrabě Esterházy z Galanty (německy Nikolaus Esterházy, maďarsky Esterházy Miklós; 8. dubna 1583 Galanta – 11. září 1645 Großhöflein, Rakousko) byl uherský šlechtic a politik. Měl původ v nižší šlechtě, po konverzi na katolickou víru vstoupil do služeb Habsburků a prosazoval boj o osvobození Uher od turecké nadvlády. Absolvoval rychlou kariéru a od roku 1625 zastával v Uhrách nejvyšší funkci palatina. V roce 1626 byl povýšen na hraběte a v roce 1628 získal prestižní Řád zlatého rouna. Dvěma výhodnými sňatky přispěl k majetkové expanzi Esterházyů nejen v Uhrách, ale také v rakouských zemích. Společenský vzestup mezi nejvyšší šlechtu habsburské monarchie završil syn Pavel získáním knížecího titulu.

## Život

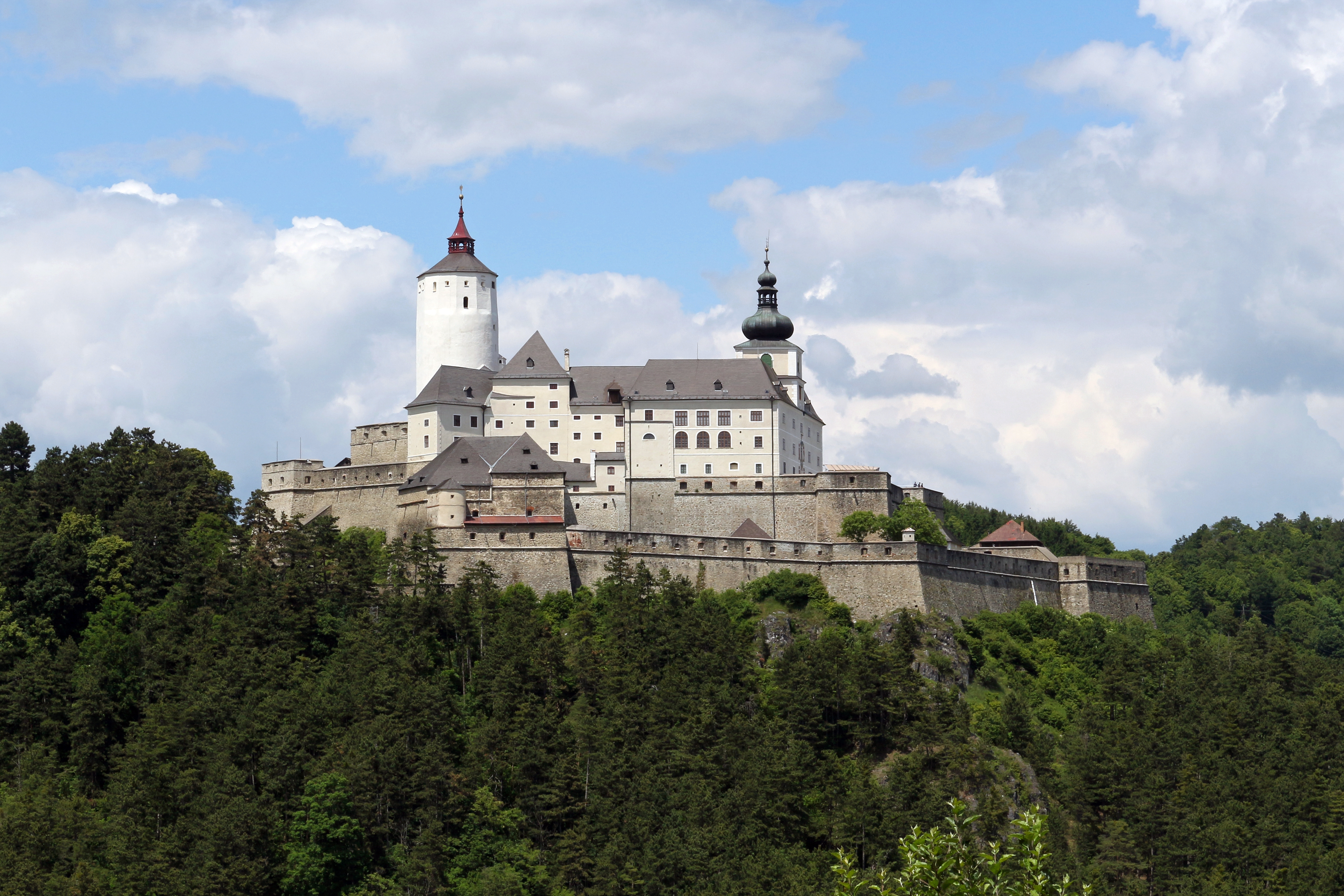
Hrad Forchtenstein

Pocházel z nižší uherské šlechty, narodil se v Galantě jako sedmý syn místožupana Bratislavské stolice Františka Esterházyho (1532–1604) a jeho manželky Žofie, rozené Illesházyové (1547–1599). Rané dětství strávil u své nejstarší sestry Magdaleny, provdané Kubínyové, poté studoval na jezuitské koleji v Šaľe a Arcibiskupské gymnázium v Trnavě. Pod vlivem jezuitů a rodiny Kubínyů přestoupil proti vůli svého otce v roce 1600 na katolickou víru. Kariéru zahájil ve službách svého strýce, mocného a bohatého Štěpána Illesházyho, poté krátce sloužil v armádě. Své společenské a majetkové postavení vylepšil prvním sňatkem s Uršulou Dersffyovou (1612) a již v roce 1613 získal titul barona. Poté už trvale hájil zájmy Habsburků a aktivně vystupoval na zemském sněmu. V roce 1618 se stal královským rádcem a při korunovaci Ferdinanda II. uherským králem získal Řád zlaté ostruhy. V letech 1618–1622 zastával funkci uherského královského hofmistra a mezitím se uplatnil v diplomatických jednáních se sedmihradským knížetem Gabrielem Betlenem. Mikuláš Esterházy byl nekompromisním zastáncem vytlačení Turků z Uher, zatímco Betlenovo povstání se naopak opíralo o podporu Osmanské říše. 

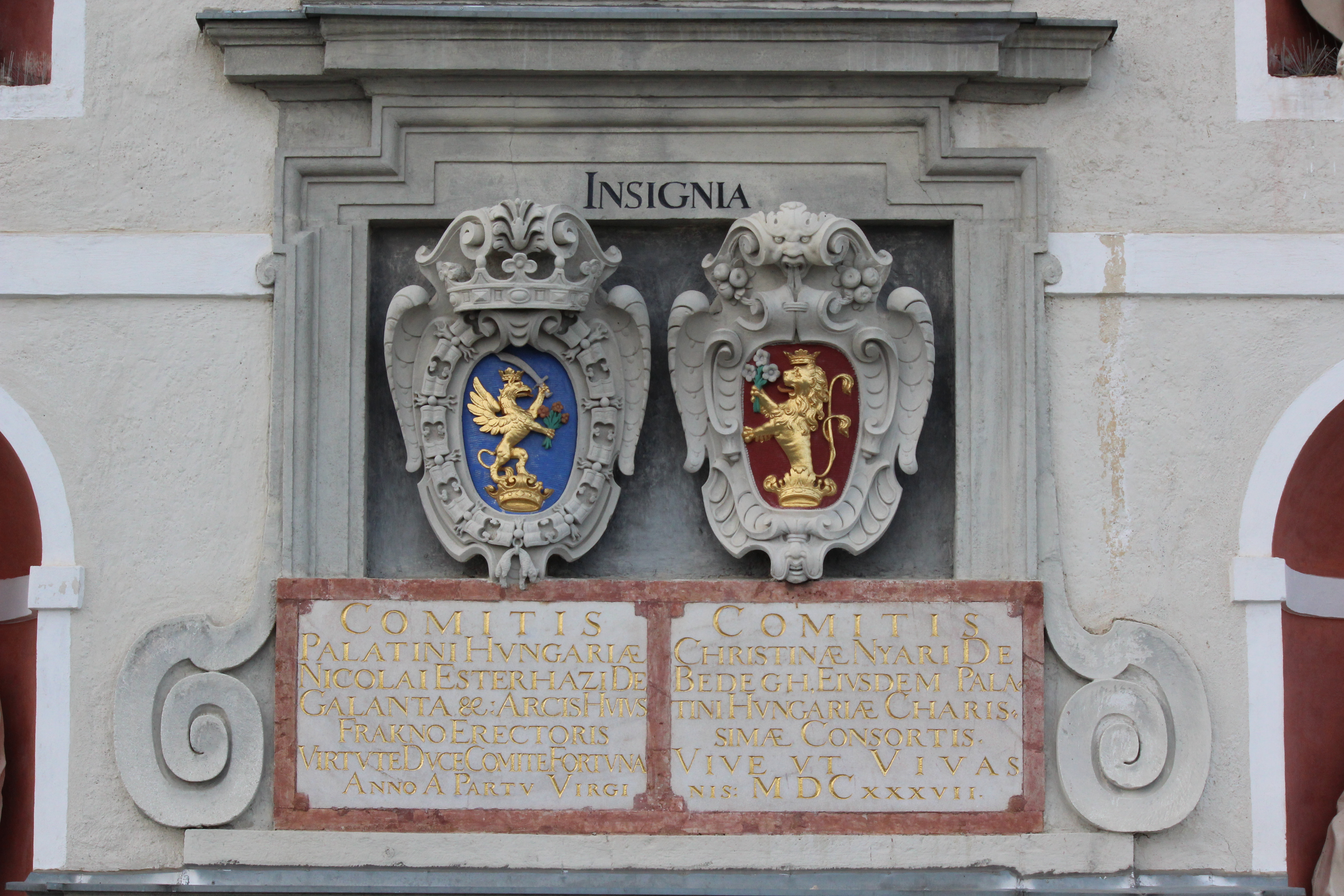
Erb Esterházyů a Nyáryů na hradě Forchtenstein

Mikulovským mírem z roku 1621 se Betlen zřekl nároků na uherskou korunu, pro Esterházyho ale tato smlouva znamenala ztrátu majetku ve východních Uhrách přiznaných Betlenovi. Mikuláš Esterházy však vzápětí jako kompenzaci získal statky poblíž Vídně a postupoval v hodnostech. V roce 1622 byl jmenován císařským komořím a v letech 1622–1625 byl nejvyšším soudcem Uherského království. Nakonec byl v roce 1625 na sněmu v Šoproni zvolen uherským palatinem a tuto funkci zastával až do smrti. Ve vnitřním politickém prostředí Uherského království měl několik kompetenčních střetů s dlouholetým prezidentem uherské dvorské komory Pavlem Pálffym, jejich konflikt se díky blízkému příbuzenskému vztahu odehrával i v osobní rovině (spor o panství Šintava u Galanty). Mikuláš Esterházy byl v roce 1626 povýšen na hraběte a v roce 1628 získal Řád zlatého rouna. V celoevropském kontextu třicetileté války patřil i v následujících letech k předním osobnostem Habsburské monarchie, především v pokračujících bojích proti Turkům. Udržoval kontakty s vlivnými osobnostmi z dalších zemí habsburského soustátí (moravský místodržitel František z Ditrichštejna nebo nejvyšší císařský hofmistr Maxmilián z Trauttmansdorffu) a tím se přibližoval dvorskému prostředí ve Vídni, v jejíž blízkosti také získal rozsáhlý majetek. Nenásilnou formou přispěl k šíření katolické víry v Uhrách, pod jeho vlivem konvertovala řada později významných šlechticů mladších o jednu generaci. Esterházyho zásluhou byl také jmenován ostřihomským arcibiskupem jeho bývalý učitel Péter Pázmány. 
Jako vojevůdce byl naposledy aktivním účastníkem bojů během Rákocziho povstání v letech 1644–1645. Během pobytu v polním ležení v Devíně onemocněl v srpnu 1645 a nechal se převézt do svého oblíbeného lázeňského letoviska Großhöflein poblíž Eisentadtu, kde zemřel 11. září 1645. Pochován byl v rodové hrobce v katedrále sv. Jana Křtitele v Trnavě.

## Majetkové poměry
Velký majetek získal svým prvním sňatkem s Uršulou Dersffyovou, dědičkou statků ve východních Uhrách a v Rakousku. Na základě převzetí jejího dědictví (1612) rezignoval na své podíly v Galantě. Sňatkem s Uršulou získal především panství Mukačevo, kde ihned přistoupil k přestavbě hradu především za účelem zvýšení obranyschopnosti. Mikulovským mírem přešlo Mukačevo v roce 1622 do vlastnictví Gabriela Bethlena, Mikuláš Esterházy následně v rámci procesu pobělohorských konfiskací s přesahem do dědičných habsburských zemí jako kompenzaci získal panství Eisenstadt a hrad Forchtenstein v dnešním Burgenlandu. Ačkoliv se jednalo o bezplatný převod, Esterházy v konečném vyrovnání zaplatil za tyto statky 400 000 zlatých, což bylo umožněno dvojnásobnou cenou odhadu za Mukačevo uhrazenou Betlenem. Na hradě Forchtenstein (Fraknó) stejně jako v Eisenstadtu realizoval také stavební úpravy, od názvu hradu Forchtenstein byl také odvozen jeho hraběcí titul (1626). V sousedství těchto majetku vlastnil již od roku 1612 hrad Landsee a zámek Lackenbach, který se v té době stal hlavním rodovým sídlem a prošel nákladnou přestavbou. Svým druhým sňatkem získal Mikuláš Esterházy v roce 1624 další majetek (Bytča, Zvolen). Rozšiřoval také svou síť městských rezidencí, prvním sňatkem získal dům ve Vídni, přestavěný koncem 17. století do podoby honosného barokního paláce, další nemovitosti vlastnil také v Bratislavě, Trnavě a Šoproni - sídelní zámek v Eisenstadtu a další zámek v městě Fertőd. 

## Manželství a potomstvo

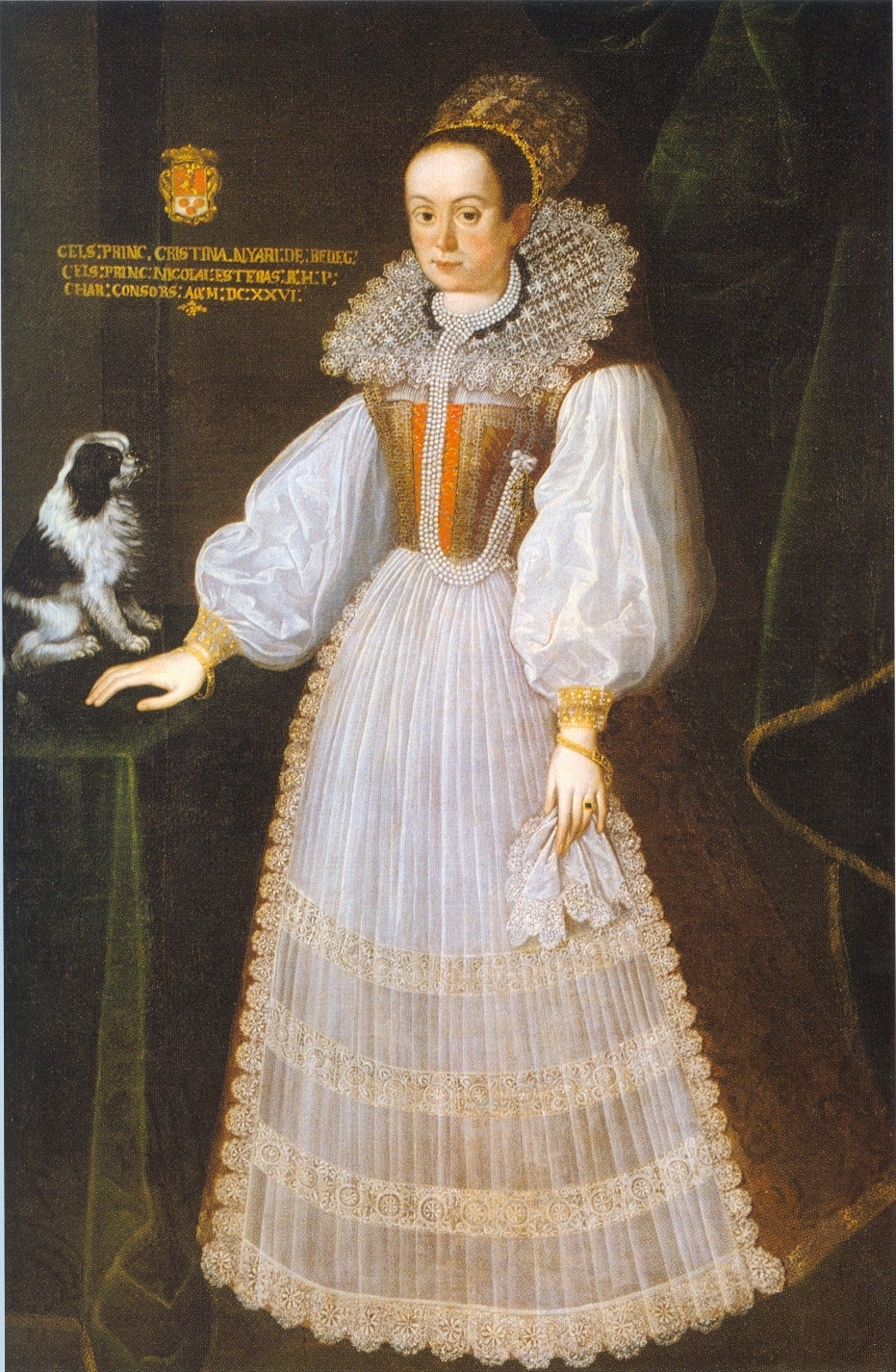
Kristina, rozená Nyáryová, ovdovělá Thurzová (1604–1641), druhá manželka Mikuláše Esterházyho

Mikuláš Esterházy byl dvakrát ženatý, oba jeho sňatky byly cíleně zaměřené na rozšiřování rodového majetku. V prvním případě manželství s Uršulou (Orsolya) Dersffyovou (1590–1619) v roce 1612 se jednalo o panství Mukačevo a Régec ve východních Uhrách, druhý sňatek s Kristínou Nyáryovou (1604–1641), vdovou po Imrichu Thurzovi, přinesl zisk panství Bytča a Zvolen. Z obou manželství se narodilo celkem deset dětí, nejmladší syn Pavel z druhého manželství dosáhl v císařské armádě hodnosti polního maršála a v roce 1687 získal titul knížete.
Potomstvo: 
- Štěpán (1616–1641), ⚭ 1638 Alžběta Thurzová z Bethlenfalvy (1621–1642)
- Kristýna (*/† 1617)
- Magdalena (1625–1627)
- Ladislav (1626–1652), padl bitvě u Veľkých Vozokan, ⚭ 1650 Eleonora Batthyányová (1633–1654)
- Kateřina (1628–1630)
- Michal (1632–1633)
- Marie Kristýna (*/† 1634)
- Pavel I. (1635–1713), polní maršál císařské armády, uherský palatin, kníže Esterházy z Galanty 1687 
⚭ 1652 Uršula Esterházy (1641–1682)
⚭ 1682 Eva Thököly (1659–1716)
- Marie (1638–1684), ⚭ Juraj Drugeth (1633–1661)
- František (1641–1683), 1. ⚭ 1661 Ilona Illesházyová (1646–1669), 2. ⚭ 1670 Katarína Tökölyová (1655–1701)